# Містер Томпкінс
Містер Томпкінс — головний герой серії науково-популярних книг фізика Георгія Гамова. Книги побудовані як сни, у яких містер Томпкінс потрапляє в альтернативні світи зі зміненими фізичними законами, що допомагає йому збагнути різні фізичні теорії, а в наступних книгах серії — також біологію та космологію.

## Зміст книги
Пригоди містера Томпкінса починаються, коли він у банківський вихідний вирішує відвідати лекцію з теорії відносності. Лекція виявилася менш зрозумілою, ніж він сподівався. Він засинає й у сні потрапляє у світ мрій, у якому швидкість світла становить лише 4,5 м/с (10 миль на годину), де він бачить Лоренцеве укорочення велосипедистів, які проїжджають повз нього. Містер Томпкінс знайомиться з лектором, а потім одружується з його донькою, Мод. Подальші книги серії стосуються будови атома (містер Томпкінс проводить час як електрон провідності, повертаючись до свідомості, коли він анігілює під час зустрічі з позитроном) і термодинаміки (професор пояснює аналогію між другим законом термодинаміки та азартними іграми в казино, а потім його збентежує місцеве порушення другого закону термодинаміки через втручання демона Максвелла). Ініціали містера Томпкінса — «CGH», де c означає швидкість світла, G гравітаційну сталу, а h — сталу Планка. Після одруження Мод називає його «Сірілом».
Останні книги серії присвячені біології та космології.
У 2010 році син Гамова Ігор та ілюстратором Скорпіо Стіл створили перший том коміксу «Пригоди містера Томпкінса». Тут Томпкінс дізнається про теорію відносності від Альберта Ейнштейна, про радіоактивність від Марії Кюрі та про структуру атома від Ернеста Резерфорда. У липні 2011 року вони випустили другий том, у якому Томпкінс знайомиться з Чарльзом Дарвіном, Грегором Менделем і Джеймсом Вотсоном.

## Культурні й наукові впливи
- На честь Томпкінса названий астероїд 12448 Містер Томпкінс[1].
- Наукова довідка про Нобелівську премію з хімії 2017 року починається з цитування «Містера Томпкінса всередині себе»[2].
- Університет Акрона створив екранізацію книги з професором Аланом Невіллом Гентом[en] у головній ролі[3].

## Книги серії
- 1940: «Містер Томпкінс у Дивокраї» (Mr Tompkins in Wonderland), вперше опублікований у 1938 році як серія оповідань в журналі Discovery (Велика Британія)
- 1945: «Містер Томпкінс досліджує атом» (Mr Tompkins Explores the Atom)
- 1965: «Містер Томпкінс у м'якій обкладинці» (Mr Tompkins in Paperback) поєднує книги «Містер Томпкінс у Дивокраї» із «Містер Томпкінс досліджує атом».
- 1953: «Містер Томпкінс вивчає життєві факти» про біологію
- 1967: «Містер Томпкінс всередені самого себе» (Mr. Tompkins Inside Himself), співавтор Мартінас Ічас[en] переглянув «Містер Томпкінс вивчає життєві факти», надавши ширший огляд біології, зокрема останніх розробок в молекулярній біології
- 1993: Перевидання книги «Містер Томпкінс у м'якій обкладинці», передмова Роджера Пенроуза, Cambridge University Press
- 1999: «Новий світ містера Томпкінса», співавтор Рассел Стеннард[en] оновив «Містера Томпкінса в м'якій обкладинці»